# ポセイドン物語
ポセイドン物語（ポセイドンものがたり）とは、フジテレビ系列のバラエティ番組『はねるのトびら』内で放送されたコントコーナーである。

## 内容
「品揃えや安さより店員の個性を売りとしている」というお台場のディスカウントショップ「ポセイドン」（ロゴなどのモデルはドン・キホーテ）のスタッフルームで展開されるシチュエーションコント。内容は、毎回店員たちが一つの問題や悩みに対しての解決策について次々と挙手していき、店長役の西野に指名された1人（場合によっては複数人）が前に出て提案していく（というのはほぼ建前であり、実際は各々が大喜利形式で一発ギャグを披露していく事が殆どである）というもの（ギャグ披露後は西野が持っているメガホンで叩かれるか、もしくは軽いツッコミを入れられる）。オチは毎回騒動を起こすきっかけとなった人物（主に梶原）が店員の誰かに「いてまえ～!」と言われた後に酷い目に遭う（積まれた段ボールの山やロッカーに叩きつけられる、ビンタをされるなど）というのが恒例だった。「グレーもんどう」と共に、初期のはねトびを代表するコーナーであった。
なお初回は、はねるのトびら開始前の『新しい波8』の最終回スペシャル（2001年3月30日放送回）にて行われた。また、この時点では「選抜スペシャル」という名目であったため、後のレギュラーメンバー以外の「波8」出演者であったアップダウン・佐久間一行・ザブングルの3組の他、「波8」で司会を務めていた香取慎吾も参加していた。

## 配役
役名は存在せず、本名と同じ名前で呼ばれる。以下ではコント内のキャラとしての特徴を記載する。
店長
- 西野亮廣（キングコング）
  - 「ポセイドン」の店長でツッコミ役。真面目な性格ゆえにいつも店員たちに振り回される。

店員
- 塚地武雅（ドランクドラゴン）
  - リストラされたサラリーマン。唯一の既婚者で子持ち。敬語で話す。リストラされたことは当初は家族に隠していたが、後にカミングアウトした。店員の中でも一発ギャグを得意としており、どんな悩みや事件においても「解決策」と称して何の脈絡もなく一発ギャグを披露する事が殆どだった。
- 虻川美穂子（北陽）
  - スーツ姿に眼鏡をかけている、元OL。恋愛願望が強く、ささいなことでも恋愛や性的なことと結びつける癖がある。
- 梶原雄太（キングコング）
  - アイドル志望の青年で奇抜な見た目をしており、とても店員には見えない。暴走気味でほぼ毎回事件の原因を作っており、オチでひどい目に遭う。
- 堤下敦（インパルス）
  - 学生アルバイト。比較的常識人ではあるが、熱が入りやすく、西野に鬱陶しがられることもある。
- 馬場裕之（ロバート）
  - 学生アルバイト。チャラそうな見た目とは反対に、引っ込み思案な性格。やや滑舌が悪い。梶原とよくつるんでいる。
- 伊藤さおり（北陽）
  - 学生アルバイト。店員内のアイドル的存在で、虻川からはライバル視されている。事件の被害者になることも多い。
- 鈴木拓（ドランクドラゴン）
  - 「ポセイドン」の警備員。良くも悪くも普通の性格で、他の店員のキャラに押されがち。
- 秋山竜次（ロバート）
  - 「ポセイドン」の近所にある教会の神父。皆が悩んでいるところに「話は大体聞かせていただきました」と何処からともなく現れる。足をものすごく振り上げて歩き、「要するにこういうことでしょう」と言っては全く関係ない内容を話すのがお約束。聖書からの引用（もちろん内容は適当）という名目で毎回解決の糸口を提案する。何故か情緒不安定になる事が多く、特に西野に対しては何かと理由を付けて暴力を振るう事が多かった。
  - 過去に「ザテレビジョン」内の若手芸人特集にロバートとして掲載された際、相方の山本と自分の名前が逆に表示されたという事があり、一時期は登場する度にその事に触れて「テレビジョン」に対し抗議していた。エンディングコーナーで実際にテレビジョン編集部に電話したことがある。

## これまでの放送
1. 2001年4月16日「オープン直後に大ピンチ!?の巻」
2. 2001年4月23日「強盗団をやっつけろ!?の巻」
3. 2001年4月30日「GWイベントで大忙し!?の巻」
4. 2001年5月7日「恋わずらいは5月病!?の巻」
5. 2001年5月14日「時給UPは大騒ぎ!?の巻」
6. 2001年5月21日「塚地さん男になる!?の巻」
7. 2001年5月28日「目指せ! 就職内定!?の巻」
8. 2001年6月4日「虻川さん女になる!?の巻」
9. 2001年6月11日「迷惑メールにご用心!?の巻」
10. 2001年6月18日「ジューンブライドは大騒ぎ!?の巻」
11. 2001年6月25日「ファイナルアンサー あー大事!?の巻」
12. 2001年7月2日「ポセイドンは星いくつ!?の巻」
13. 2001年7月16日「勉強とバイトの両立は大変だぜ!?の巻」
14. 2001年7月23日「夏バテなんてぶっ飛ばせ!?の巻」
15. 2001年7月30日「夏だ! 祭りだ!! お好み焼きだ!?の巻」
16. 2001年8月6日「慰安旅行はどこに行く!?の巻」
17. 2001年9月3日「夏休みボケでボケ続出!?の巻」
18. 2001年9月10日「ご近所さんとは仲良くしなくちゃ!?の巻」
19. 2001年10月8日「スポーツの秋 運動会で優勝だ!?の巻」
20. 2001年10月29日「大食い伊藤さんがダイエット!?の巻」
21. 2001年12月3日「伊藤さんはゴキゲンななめ!?の巻」
22. 2001年12月10日「X'masセールは一発ギャグで!?の巻」
23. 2002年1月14日「成人式には青年の主張に!?の巻」

## その他
このコントにレギュラーメンバーの中で参加していない板倉俊之（インパルス）と山本博（ロバート）は「アドベンチャー物語」という、ポセイドンのライバル店「アドベンチャー」を舞台としたコントに出演していた（ただし、ポセイドンとは対照的に非常に暗い内容となっていた）。
塚地はこのコント内で演じた同じキャラクターで、深夜時代に「サラリーマン塚地さんの1発ギャグノススメ」というコントも担当した事がある。また、秋山演じる神父はゴールデン進出後に「悩めるお母さんたちの教えて神父さん」（2007年10月31日〜2009年2月4日）というコーナーで再び登場しており、久々の復活を果たしていた（ただし、内容はポセイドン物語のような一発ギャグ主体のものではなく、秋山が体を張った実験を強要されるコーナーとなっていた）。
上記のように初期の「はねトび」内では代表的なコントであったが、後に発売されたDVD第1巻においては本編には全く収録されておらず、特典映像のみの収録に留まっている。